# Ендрю Річардсон (тенісист)
Ендрю Річардсон (англ. Andrew Richardson; нар. 14 березня 1974) — колишній британський тенісист.
Здобув 1 одиночний титул.
Найвищим досягненням на турнірах Великого шолома було 3 коло в одиночному розряді.
Завершив кар'єру 2000 року.

## Титули на челленджерах

### Одиночний розряд: (1)
| Ранг | Рік  | Турнір      | Покриття | Суперник у фіналі | Рахунок у фіналі |
| ---- | ---- | ----------- | -------- | ----------------- | ---------------- |
| 1.   | 1997 | Урбана, США | Тверде   | Сесіл Маміїт      | 6–7, 7–6, 6–3    |

### Парний розряд: (5)
| Ранг | Рік  | Турнір                    | Покриття | Партнер        | Суперники у фіналі                  | Рахунок у фіналі |
| ---- | ---- | ------------------------- | -------- | -------------- | ----------------------------------- | ---------------- |
| 1.   | 1995 | Сеул, Південна Корея      | Ґрунт    | Тім Генман     | Філіппо Мессорі Вінченцо Сантопадре | 6–2, 6–1         |
| 2.   | 1995 | Рогашка Слатина, Словенія | Килим    | Марк Петчі     | Патрік Баур Йост Віннінк            | 6–7, 6–4, 6–4    |
| 3.   | 1996 | Бристоль, Англія          | Трава    | Петр Пала      | Ліонель Бартез Патрік Баур          | 6–2, 6–4         |
| 4.   | 1998 | Ліппштадт, Німеччина      | Килим    | Майлз Вейкфілд | Рамон Слюйтер Петер Весселс         | 4–6, 7–6, 6–4    |
| 5.   | 1998 | Любек, Німеччина          | Килим    | Лоренцо Манта  | Стефан Сіміан Туомас Кетола         | 7–6, 6–2         |